# NEW TUNE SHUFFLE
『K-MIX NEW TUNE SHUFFLE』（ケイミックス・ニュー・チューン・シャッフル）は、2011年3月27日まで静岡エフエム放送（K-MIX）で放送されていた音楽番組である。
洋楽・邦楽を問わず、さまざまな新曲をフルサイズでオンエアしていた番組。番組のほぼ全てが音楽のみという構成で（オープニングとエンディングの女性パーソナリティによるトークと曲の間に流れるジングルを除く）、CMはオープニングからエンディングまで1本も流れなかった。

## 放送時間
いずれも日本標準時。
- 日曜 20:00 - 20:55 （不明 - 2010年5月23日）
- 日曜 19:00 - 19:55 （2010年6月6日 - 2011年3月27日）

## パーソナリティ
- 廣木弓子（ - 2007年3月）
- 高原由香子（2007年4月 - 2009年3月）
- 東城佑香（2009年4月 - 2011年3月27日）